# Colesbourne
Colesbourne – wieś i civil parish w Anglii, w Gloucestershire, w dystrykcie Cotswold. W 2011 civil parish liczyła 145 mieszkańców.